# بيلبايمبر
بلدية بيلبايمبر (بالإسبانية: Belbimbre)‏, هي إحدى بلديات مقاطعة برغش, التي تقع في منطقة قشتالة وليون, والتي تقع في شمال غرب إسبانيا.
يبلغ عدد سكانها 81 نسمة وفقاً لإحصائية سنة (2002).